# 中国西昌卫星发射中心
中国西昌卫星发射中心，又名中国人民解放军第二十七试验训练基地（中国人民解放军63790部队）、西昌卫星城，总部位於四川省西昌市航天北路，发射场位於四川省凉山彝族自治州冕宁县泽远镇，属於中國人民解放軍軍事航天部隊，为中国的导弹与卫星发射基地之一，最早為了714工程載人航天任務而設，雖然計畫因文革而流產，但改革開放後，因緯度低承擔了長征系列許多的早期商業發射任務。同時由於此地發射的衛星掉落民居可能會有安全與洩密的問題，現在一部分發射任務逐漸由旗下管辖的位於臨海的海南省文昌市的中国文昌航天发射场承当。

## 簡介
中国西昌卫星发射中心总部位於四川省西昌市；發射場位於西昌城以北60公里的冕宁县境内的峽谷中，平均海拔1500米，坐標為東經102度1分35.60秒、北緯28度14分45.66秒，有7201专用线与成昆铁路漫水湾站相连。西昌卫星发射中心由总部、发射场、通信总站、指挥控制中心、三个跟踪测量站及其他生活保障单位（医院、宾馆等）组成。唯一使用液氢液氧低温推进剂发射中、高軌道卫星及深空探測器的航天发射场，主要承担长征三号甲、长征三号乙及长征三号丙搭載的地球同步轨道卫星发射任务，每年发射能力可达15次。目前中国西昌卫星发射中心同时管辖着冕宁、文昌两个发射场。

## 历史

### 崎嶇的建設之路
1969年12月，考虑到日益恶化的中苏关系，靠近中苏边境的东风基地已不再安全，中央专委决定为曙光载人航天计划（714工程）在三线地区选址建设载人航天发射场。在踏勘了9个省25个地区81个县之后，预选了16个方案，最后从中选出3个场址。起初的选址凉山彝族自治州越西县在上报后获得了国务院和中央军委批准，但随后复查时发现选址越西县存在交通、供电、施工量等一系列问题。1970年6月，中国人民解放军第二十训练基地司令员李福泽与副司令员乔平带领工作人员踏勘选定冕宁县为场址。1970年７月29日，东风基地向国防科委、中央军委呈报了《请求变更地地导弹、卫星、飞船实验场位置的报告》。10月14日，国务院、中央军委批准选址西昌以北冕宁地区，工程代号7201，意为计划在1972年1月完工。1970年12月29日，西昌发射基地成立。李福泽、乔平当初选定这里时，原計劃先於波萝沟口建一个阵地两个工位，技术阵地位於杨家沟，1972年建成；往後再向西2公里青杠坝，及向东3公里麻叶林再建两个阵地。但此後曙光计划及发射场发射、技术阵地等分系统方案经常修改变化，反复不定，所以建设周期一再推迟。1975年曙光计划更被叫停；但同年3月31日中国同步通信卫星工程（331工程）啟動，西昌基地因緯度較低接近赤道，被选定为同步通信衛星发射场。1980年，西昌发射基地基本建成。

### 投用與安全改造
1982年，西昌发射基地終於交付使用。1984年4月8日，中国第一颗试验通信卫星東方紅二號在西昌发射基地成功发射升空。1984年11月1日，经国务院批准，以“西昌卫星发射中心”名义正式对外开放，西昌卫星发射中心成为中国第一座对外开放的航天发射场。1986年2月1日，“长征三号”运载火箭在西昌卫星发射中心将中国首颗实用通信广播卫星送入预定转移轨道，中国民众从此开始使用中国卫星收看电视、收听广播。1986年3月，西昌卫星发射中心升格为副军级。
1985年10月26日，西昌卫星发射中心正式宣布进入国际卫星发射服务市场，承揽国际卫星发射业务。1986年，欧美国家火箭发射相继发生事故，国际卫星用户开始转向中国。1988年到1989年，西昌卫星发射中心相继获得澳大利亚通信卫星和亚洲1号通信卫星等国际商业卫星发射合同。1990年4月7日，将美国制造的亚洲1号通信卫星精确送入地球同步转移轨道，这是中国承揽的首颗商业卫星发射，标志着中国成为世界第三个（继美国、法国之后）、亚洲第一个进入国际商业发射市场的国家。
由於在內地山區發射的高風險性，96年西昌长征三号失控撞山導致了慘痛的災難，此后，西昌卫星发射中心进行了整改，发射成功率大幅提升，1997年至1998年连续成功发射“马步海1号”、“亚太2号R”、“中卫1号”、“鑫诺1号”等国际商业卫星。由於美国从1999年开始对商业卫星出口实施管制，1999年至2005年，中国未能接到国际商业卫星发射订单。2004年，西昌卫星发射中心开始建立质量管理体系，2006年9月通过认证审核。2005年4月12日，西昌卫星发射中心成功发射“亚太6号”卫星，开拓了承揽非美国制作卫星发射的新市场。2007年5月14日，成功发射“尼日利亚1号”卫星，从而执行了中国第一次整星整箭出口的发射任务。2005年至2015年，西昌卫星发射中心进行了8次商业卫星发射并全部成功，将中国航天市场拓展到欧洲、亚洲、南美洲，并拓展了中国商业发射承揽方式。
2000年到2003年，西昌卫星发射中心先后发射3颗“北斗一号”导航试验卫星，使中国成为继美国、俄罗斯之后世界第三个建设卫星导航系统的国家。2008年4月24日，成功发射中国首颗中继卫星“天链一号01星”，该卫星在神舟七号载人飞行中第一次使用。

### 重新改建與文昌
2006年8月，三号发射塔为准备2007年4月的嫦娥探月工程而被重建。12月30日，三号发射塔架升级改造完毕并正式启用。2007年10月24日，成功發射中国首颗绕月人造卫星嫦娥一号。
2010年10月1日，成功发射嫦娥二号。2013年12月2日，成功发射嫦娥三号，然而即使是發射成功率逐漸提高，殘骸墜地問題依舊令人關注，官媒曾以俄羅斯等大陸行國家，受先天限制需要實施發射時產生的賠償案為例，提及安全保障工作，並提到即使美國等停止內陸發射的國家也仍有購買保險與補償，西昌天生的毛病、也因此對海南發射場的建設來說也是十分相關。
2007年8月，国务院、中央军委批准建设新一代运载火箭发射场，以解決西昌內陸發射的一系列問題，該場同樣由西昌卫星发射中心负责建设、管理、使用，並決定地點在海南省文昌市的海岸邊。2009年9月14日，海南航天发射场开工建设。2016年6月25日投入使用，定名文昌航天发射场，其臨海位置使得發射的選擇更加多元而快速。
2013年12月21日0时42分，中国在西昌卫星发射中心用长征三号乙运载火箭，成功将玻利维亚通信卫星发射升空，卫星顺利进入预定轨道。玻利维亚通信卫星是玻利维亚拥有的第一颗卫星。玻利维亚总统莫拉莱斯专程来到西昌卫星发射中心，现场观看了卫星发射。这是外国国家元首首次到中国航天发射场观看卫星发射。
截至2013年末，西昌卫星发射中心已成功发射国内外卫星82颗。
2015年底，西昌卫星发射中心在深化国防和军队改革中，由中国人民解放军总装备部转隶新组建的中国人民解放军战略支援部队。
2016年11月22日，中国在西昌卫星发射中心使用长征三号丙运载火箭成功发射天链一号04星，計算1992年3月22日終止的發射，该次发射是西昌卫星发射中心的第100次发射，包括国际商业卫星17次，是中国目前执行发射任务数量最多、首個突破100次发射的发射场；亦是二号发射塔的第67次发射，是中国目前执行发射任务数量最多的一座火箭发射塔架。
2020年三季度，西昌卫星发射中心二号工位整修，同年10月12日凌晨二号工位整修后首次执行发射任务。

## 缺點
在西昌離岸發射的情況下，落在住宅區較近的殘骸不可避免，若失控可能會導致嚴重傷亡，在張贊波的紀綠片《天降》中，展示村民對當局草率處理的批評，並披露了90年代火箭恐懼與傷痛故事，不過當時鄰近北京奧運期間，首映與播出受到阻攔，直到2013年國家意識到當初低估的風險控制已經不可接受，才正式有官媒陸續報導出來，並開始強調要處理好民生保安痛點，據悉1990年至2013年，光是湖南綏寧縣一地，就曾有30多件傷害與損失求償案成立，被冠稱為殘骸之鄉的惡名，隨著2014年濱海的文昌發射場啟用，落點可以改在海洋，事故才逐漸減少，但由於現址問題，理賠仍時有所聞。

### 重大意外
1992年12月21日，“澳星-B2”发射后卫星爆炸。1995年1月26日，“亚太2号”发射后星箭爆炸。1996年2月15日，为国际通信卫星组织发射国际通信卫星708星（Intelsat 708）的新型長征三號乙火箭在发射后失去控制，星箭俱毁，中国官方在事故发后的两周之后表示，此次事故共造成6人死亡、57人受伤。

## 历任领导
第二十七试验训练基地司令员（中国西昌卫星发射中心主任）
第二十七试验训练基地司令员对外又称中国西昌卫星发射中心主任。
- 张敏（1975年10月—？）[25]
- 王世成（？—？）[25]
- 侯福少将（1985年—1989年）[26][27]
- 曲从治少将（1989年—1990年）[28]
- 胡世祥少将（1990年6月—1996年11月）[29]

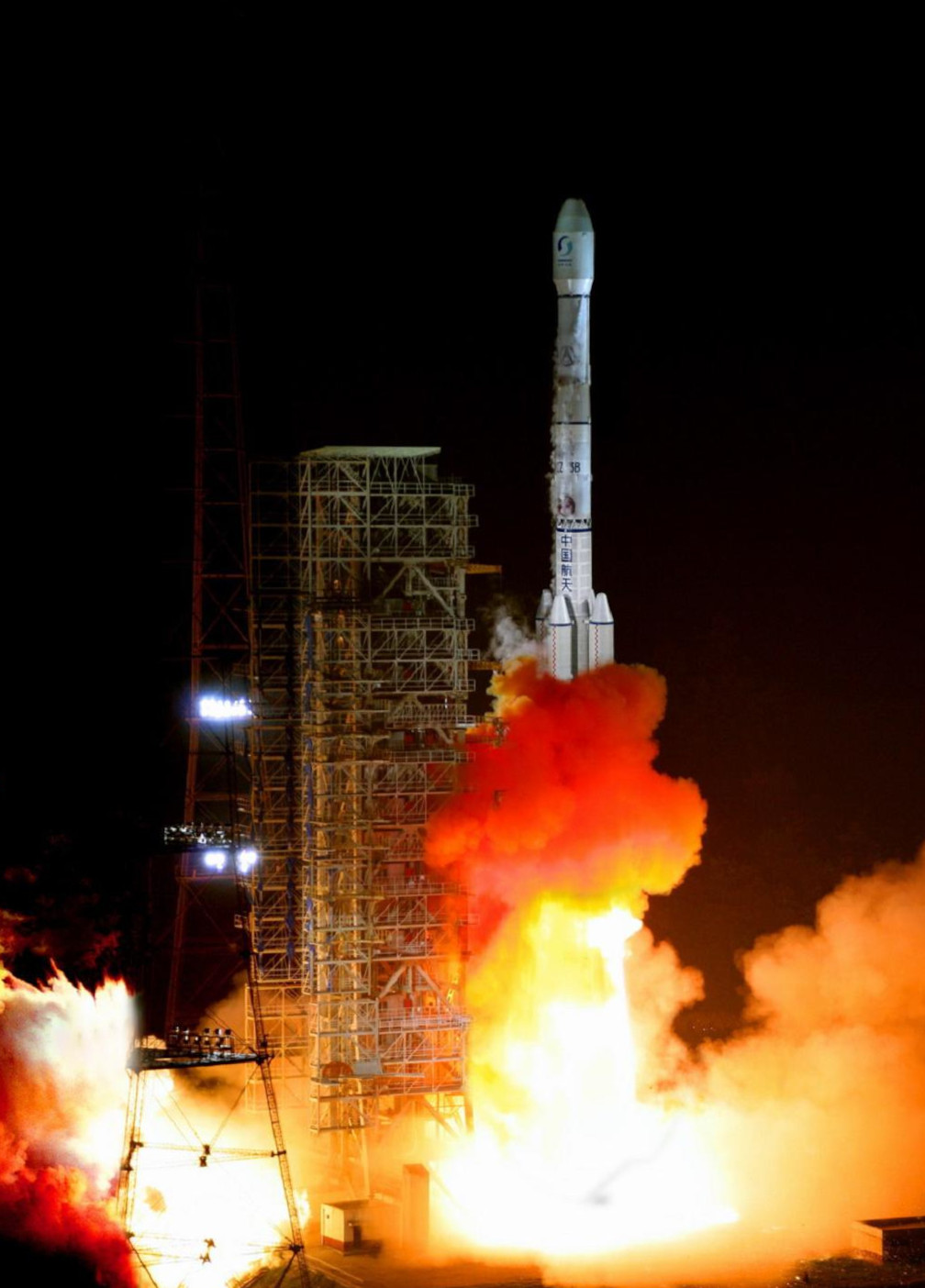
長征3B發射

- 唐贤明少将（1997年3月—？）[30][31]
- 徐宏亮少将（？—2003年）[32]
- 李尚福少将（2003年—2013年9月）[33][34]
- 张振中少将（2013年9月—）[35]

第二十七试验训练基地政治委员（中国西昌卫星发射中心党委书记）
1990年代起，第二十七试验训练基地政治委员通常兼任中国西昌卫星发射中心党委书记。
- 许震（1975年10月—？）
- 傅晓辉（？—？）[14]
- 王传友少将（1985年3月—1989年6月）[14]
- 王永德少将（1990年1月—1992年8月）[36]
- 季炳方少将（1993年—？，党委书记兼政委）[37]
- 史有来少将（？—？，党委书记兼政委）[38]
- 刘克仁少将（1999年—2005年，党委书记兼政委）[39]
- 王建俊少将（2005年—2006年，党委书记兼政委）
- 王家胜少将（2006年—2009年1月，党委书记兼政委）[40]
- 孙保卫少将（2009年2月—2013年，党委书记兼政委）[34]
- 王经中少将（2013年—，党委书记兼政委）[2]